# Глушник (фільм)
Глушник (англ. The Silencer) — канадський бойовик 2000 року.

## Сюжет
Отримавши достовірну «легенду» агент ФБР Джейсон Веллс під виглядом крутого мачо Джейсона Блека впроваджується в небезпечне терористичне угрупування. Видаючи себе за кілера, Джейсон змушений пройти стажування у професійного вбивці зі стажем — колишнього співробітника спецслужби — Куінна Сіммонса, який вирішив виховати наступника і піти з цього злочинного промислу. Однак, незважаючи на всі заходи конспірації і перестороги, підозрілий Сіммонс розкриває таємниці Джейсона Блека. Але замість того, щоб видати його ватажкам угруповання, Сіммонс стає ангелом-охоронцем молодого агента, адже їх обох пов'язують події далекого минулого, коли на чолі ФБР стояв Гувер. Чи вдасться їм розкрити черговий підступний задум спецслужб, що кидають своїх найкращих співробітників на вірну смерть?

## У ролях
- Майкл Дудікофф — Куінн Сіммонс
- Бреннан Елліотт — Джейсон Веллс / Джейсон Блек
- Теренс Келлі — Ніл Донован
- Гебріелль Міллер — Джилл Мартін
- Ніколь Олівер — Холлі Шарп
- Пітер ЛаКруа — Родескі
- Колін Каннінгем — Хейл Брайант
- Майк Допуд — Деннер
- Даг Абрахамс — МакГрю
- Майкл Ст. Джон Сміт — сенатор Кейтон
- Вільям С. Тейлор — детектив Келлер
- Ендрю Джонстон — детектив Хілл
- Лауро Чартренд — Карлос
- Джофф Кемпбелл — агент Карлоса
- Памела Фу — Ешлі
- Філліп Батіста — Майкл
- Рон Селмур — таксист
- Джордж Джозеф — Роберт Веллс
- Медісон Грейі — Вільямс репортер
- Роберт Лі — офіцер поліції